# جوزيف إدوارد مكارثي
جوزيف إدوارد مكارثي (بالإنجليزية: Joseph Edward McCarthy)‏ هو كاهن كاثوليكي أمريكي، ولد في 14 نوفمبر 1876 في واتربوري في الولايات المتحدة، وتوفي في 8 سبتمبر 1955.